# Wendi McLendon-Covey
Wendi McLendon-Covey (születési nevén McLendon, Bellflower, Kalifornia, 1969. október 10. –) amerikai színésznő, humorista.
Leginkább humoros és improvizatív szerepeiről ismert. Karrierjét a Reno 911! – Zsaruk bevetésen (2003–2008) című sorozatban kezdte. Több filmben és sorozatban is játszott, ezek közé tartozik az Egy kapcsolat szabályai (2010–2013), valamint a 2011-es Koszorúslányok főszerepe. 2013–2023 között Beverly Goldberget alakította A Goldberg család epizódjaiban.

## Élete és pályafutása
A kaliforniai Bellflowerben született, Carolyn és Robert McLendon gyermekeként. Baptista vallásban nevelkedett. A DeMille Junior Highba járt, majd a Millikan High School tanulójaként érettségizett. Tanulmányait a Long Beach City College-ben, a Golden West College-ben és a Kalifornia Állami Egyetemen folytatta.
Érettségi után egy anaheimi hotelben dolgozott, majd elkezdett járni a The Groundlings nevű improvizációs társulat hétvégi óráira. 2002-ben hivatalosan is a társulat tagja lett. Ezzel párhuzamosan a Kalifornia Állami Egyetem újságjának szerkesztőjeként dolgozott egészen 2012-ig.
Kaitlin Olson, Melissa McCarthy és Kristen Wiig osztálytársa volt, utóbbi kettővel együtt játszott a 2011-es Koszorúslányok című filmben. Jelentkezett filmes és televíziós szerepekre, de akkoriban nem volt ügynöke.
2003-ban kapta meg a Reno 911! – Zsaruk bevetésen című sorozatban Clementine Johnson szerepét.

## Magánélete
1996 óta Greg Covey házastársa.

## Filmográfia

### Film

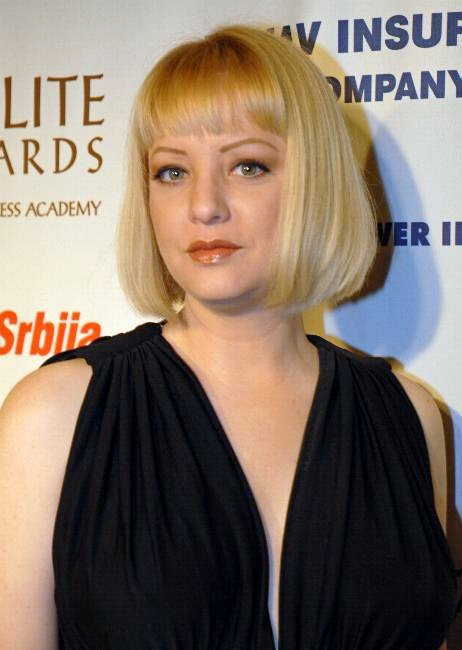
2007-ben

| Év   | Magyar cím                                      | Eredeti cím                                         | Szerep                             | Magyar hang    |
| ---- | ----------------------------------------------- | --------------------------------------------------- | ---------------------------------- | -------------- |
| 2001 |                                                 | Henry and Marvin (rövidfilm)                        | Judy                               |                |
| 2005 | Földre szállt boszorkány                        | Bewitched                                           | E! hírolvasó                       |                |
| 2007 | Zsaruk bevetésen – A film                       | Reno 911!: Miami                                    | Clementine Johnson seriffhelyettes | Solecki Janka  |
| 2007 |                                                 | Closing Escrow                                      | Hillary                            |                |
| 2007 |                                                 | Cook Off!                                           | Pauline Solfest                    |                |
| 2007 |                                                 | Goldfish                                            | Mrs. Jenkins                       |                |
| 2008 | Csak a testeden át!                             | Over Her Dead Body                                  | Lona                               | Szegedi Anita  |
| 2009 |                                                 | Boutonniere                                         | Mrs. Pruitt                        |                |
| 2009 | Távolsági szerelem                              | Spooner                                             | Linda                              |                |
| 2009 |                                                 | Jesus People: The Movie                             | Jenna Bosch                        |                |
| 2010 |                                                 | Starlight & Superfish                               | Dawn                               |                |
| 2010 |                                                 | Douchebag                                           | Mary Barger                        |                |
| 2010 |                                                 | Tug                                                 | Taylor                             |                |
| 2010 |                                                 | Public Relations                                    | Candice                            |                |
| 2010 | Karácsonyi kutyabalhé                           | The Search for Santa Paws                           | Ms. Stout                          | Für Anikó      |
| 2011 |                                                 | Sometimes Pretty Girls (rövidfilm)                  | Tootsie                            |                |
| 2011 | Koszorúslányok                                  | Bridesmaids                                         | Rita                               | Peller Anna    |
| 2012 |                                                 | Holiday Road                                        | Rosman                             |                |
| 2012 | Várandósok – Az a bizonyos kilenc hónap         | What to Expect When You're Expecting                | Kara                               | Bertalan Ágnes |
| 2012 | Magic Mike (törölt jelenet)                     | Magic Mike                                          | Tara                               | –              |
| 2013 | Minden jó, ha szex a vége                       | 10 Rules for Sleeping Around                        | Emma Cooney                        | Orosz Anna     |
| 2013 | Cindy karácsonya                                | All American Christmas Carol                        | Marjorie                           |                |
| 2014 | Szex és haverok                                 | Date and Switch                                     | Linda                              | Grúber Zita    |
| 2014 | Flörti dancing                                  | Cuban Fury                                          | Carly                              |                |
| 2014 | Facér mamik klubja                              | The Single Moms Club                                | Jan Malkovitch                     | Solecki Janka  |
| 2014 | Kavarás                                         | Blended                                             | Jen                                | Pokorny Lia    |
| 2014 | Gondolkozz pasiaggyal! 2.                       | Think Like a Man Too                                | Tish                               | Hámori Eszter  |
| 2014 | Kellemetlen karácsonyi ünnepeket                | A Merry Friggin' Christmas                          | Shauna                             | Solecki Janka  |
| 2015 |                                                 | The Breakup Girl                                    | Sharon                             |                |
| 2015 | Hello, Doris vagyok                             | Hello, My Name Is Doris                             | Cynthia                            |                |
| 2016 | Egyszemélyes hadsereg                           | Army of One                                         | Marci                              | Bertalan Ágnes |
| 2017 |                                                 | Speech & Debate                                     | Joan                               |                |
| 2017 | Mélytorok: A Watergate-sztori                   | Mark Felt: The Man Who Brought Down the White House | Carol Tschudy                      | Spilák Klára   |
| 2018 |                                                 | Status Update                                       | Ann Moore                          |                |
| 2018 | Libabőr 2. – Hullajó Halloween                  | Goosebumps 2: Haunted Halloween                     | Kathy Quinn                        | Bertalan Ágnes |
| 2019 |                                                 | Blush                                               | Cathy                              |                |
| 2019 | Mi kell a férfinak?                             | What Men Want                                       | Olivia                             | Bertalan Ágnes |
| 2019 |                                                 | Braking for Whales                                  | Jackie Hillhouse néni              |                |
| 2020 | Sylvie szerelme                                 | Sylvie's Love                                       | Lucy                               |                |
| 2021 | Barb és Star Vista Del Marba megy               | Barb and Star Go to Vista Del Mar                   | Mickey Revelet                     | Erdős Borcsa   |
| 2021 | Hosszú hétvége                                  | Long Weekend                                        | Patricia                           | Kiss Virág     |
| 2021 |                                                 | Reno 911! The Hunt for QAnon                        | Clementine Johnson                 |                |
| 2023 |                                                 | Paint                                               | Wendy                              |                |
| 2023 | Elemi                                           | Elemental                                           | Orkán (hang)                       | Náray Erika    |
| 2023 |                                                 | Sick Girl                                           | Carol Pepper                       |                |
| 2024 | Green család a nagyvárosban – A film: Űrvakáció | Big City Greens the Movie: Spacecation              | Nancy Green (hangja)               | Bertalan Ágnes |